# Sint-Catharinakerk (Ledeacker)

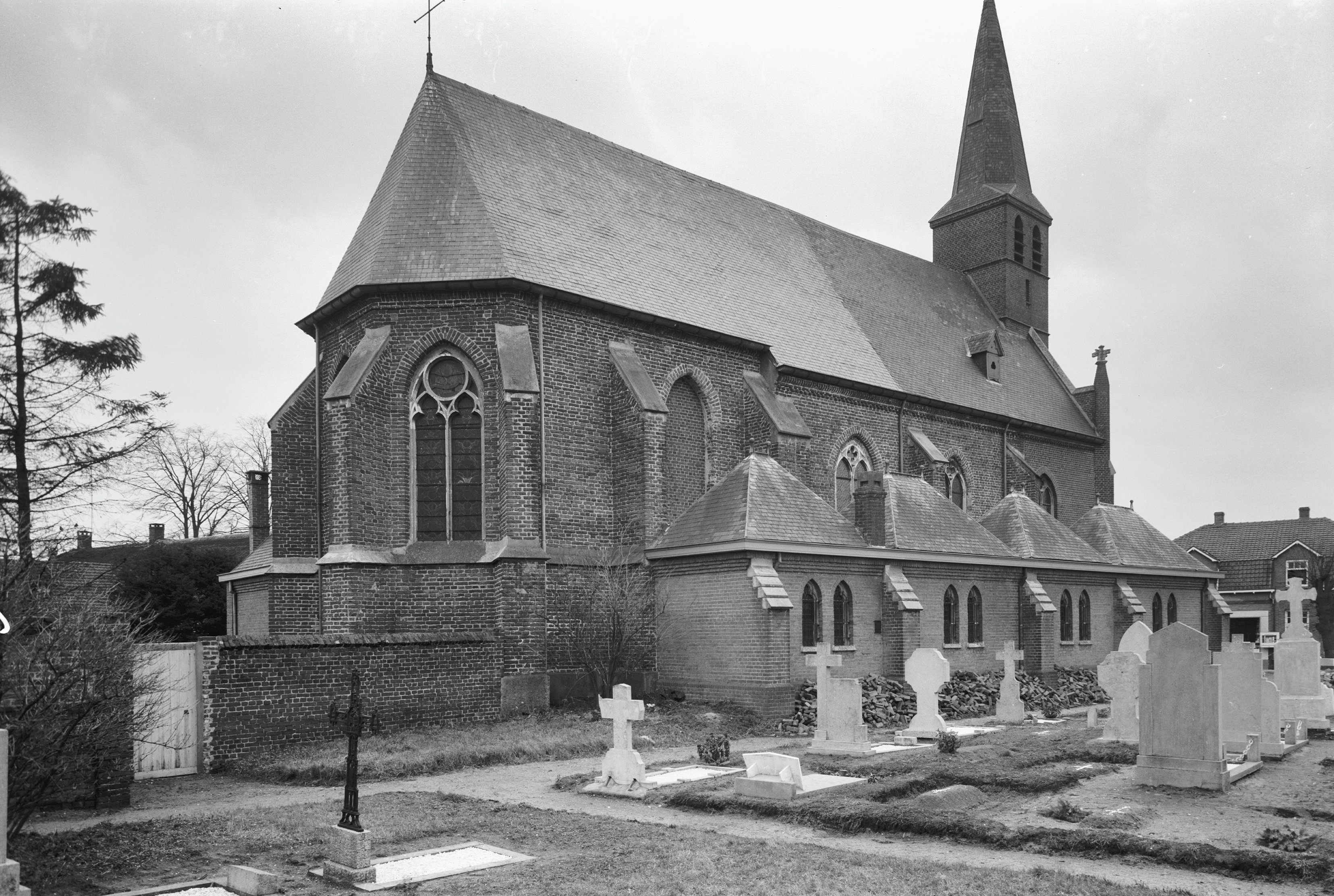
Sint-Catharinakerk

De Sint-Catharinakerk is de voormalige parochiekerk van de tot de Noord-Brabantse gemeente Land van Cuijk behorende plaats Ledeacker, gelegen aan de Dorpsstraat 19.

## Geschiedenis
Oorspronkelijk stond hier de kapel van Sint Kathrijnen in den Broecke die in 1427 voor het eerst werd vermeld. Tussen 1520 en 1550 werd de kapel vergroot met een koor aan de oostzijde. In 1648 werd deze door de protestanten onteigend maar in 1798 kreeg het Roomsch Catholyk Kerkgenootschap hem weer terug. In hetzelfde jaar werd Ledeacker tot eene parochie verheven. Kort na 1800 zou de -sterk verwaarloosde- kapel zijn opgeknapt tot een kerkje met 150 zitplaatsen. 

In 1896 werd het kerkje getroffen door de bliksem, die insloeg in het torentje, waarbij veel schade werd aangericht aan zowel exterieur als interieur. Daarna werd het kerkje hersteld en vergroot, waarbij ook een nieuwe toren en voorgevel werd gebouwd. In 1917 kwam een nieuwe pastorie tot stand. In 1925 respectievelijk 1930 werden twee zijbeuken aangebouwd. In 1931 werd een Heilig Hartbeeld geplaatst.
In 2016 werd de kerk onttrokken aan de eredienst en in 2022 te koop gezet teneinde tot woning(-en) te worden verbouwd.

## Gebouw
Het betreft een kerk met een eenbeukig schip van twee traveeën, waarachter zich een koor bevindt van één travee met 5/8 sluiting. Een travee en het torentje is uit 1837, toen ook het schip een stucgewelf kreeg. Het koor heeft een stenen kruisribgewelf. e later toegevoegde zijbeuken zijn in de vorm van zijkapellen. De kerk heeft een halfingebouwde toren.
In de kerk bevindt zich een Calvariegroep, bestaande uit een 18e-eeuws kruisbeeld en 19e-eeuwse beelden van Johannes en Maria. Op de houten credenstafel is de symbolische afbeelding van de pelikaan aangebracht. Voorts zijn er in het priesterkoor 18e-eeuwse beelden van de heilige Donatius en Catharina te vinden.
In de toren hangen twee klokken. De klok uit 1695 is gegoten door Alexis Jullien en die uit 1791 door Henricus Petit.